# Ныряльщики (фотография)

Джордж Гойнинген-Гюне. «Ныряльщики», 1930. Желатиновая галогено-серебряная печать. Галерея Staley-Wise, Нью-Йорк, США

«Ныряльщики» (англ. The Divers) — чёрно-белая фотография Джорджа Гойнингена-Гюне, созданная в 1930 году в Париже в студии журнала Vogue. На фотографии запечатлены сидящие на трамплине для прыжков мужчина и женщина, одетые в купальные костюмы по моде начала 1930-х годов. Снимок впервые был опубликован в июле 1930 года в американской версии журнала Vogue. Является одной из наиболее известных фотографий в области моды.

## Общая характеристика
Георг Гойнинген-Гюне считается ведущим мастером классической модной фотографии. Его фотографический стиль оказал принципиальное влияние на развитие этого жанра, а также на работы других мастеров. В частности, близкими по стилю и характеру считаются фотографии Хорста П. Хорста - протеже, модели и спутника жизни Гойнингена-Гюне. Хорст снялся на снимке в качестве одной из двух моделей.

## История создания
После эмиграции из охваченной Гражданской войной России Георгий Гойнинген-Гюне, представитель прибалтийского баронского рода, получив образование в студии Андре Лота, обосновался в Париже. Изначально он работал декоратором и ассистентом в студии французской версии модного журнала Vogue, но затем, волею случая, занялся созданием модных снимков. В своих фотографиях он стремился придать изображению более непринуждённый, естественный характер. Одним из первых фотографов он стал использовать резкий фокус, а не размытый пикториальный кадр. Кроме того, он стал привлекать в качестве моделей мужчин. В 1930 году в его жизнь вошёл Хорст Пауль Альберт Борман, позднее ставший известным в качестве фотографа как Хорст П. Хорст. Гойнингена-Гюне привлёк его в качестве модели для съёмок фотографии «Ныряльщики». Несмотря на морскую тематику и название она была снята при помощи студийных декораций на крыше парижского офисного здания журнала Vogue, находившегося возле Елисейских Полей.

## Описание работы
На чёрно-белой фотографии «Ныряльщики», также известной как «Купальные костюмы от Izod» (англ. Swimwear by Izod), представлены сидящие на трамплине для прыжков в воду мужчина и женщина. Они одеты в купальные костюмы марки Izod, соответствующие моде конца 1920-х - начала 1930-х годов. Модели смотрят в сторону противоположную зрителю. На заднем плане видны размытые очертания «моря», «неба» и разделяющей их «линии горизонта». Впервые фотография была опубликована в июле 1930 года в американской версии журнала Vogue с рекламным комментарием: «Раздельный купальный костюм: гранатово-красные плавки и красно-белый топ из шерсти альпака машинной вязки, напоминающий свитер». Цветовая палитра тканей в описании представляла интерес для потенциальных покупателей, интересующихся модными новинками. «Однако оно не может передать красоту снимка. Симметричная композиция, образуемая трамплином и положением моделей, и свет летнего солнца подчёркивают очертания тел. И хотя мы не видим лиц, мы чувствуем тоску, с которой они смотрят на море». Авторы издания «Фотография. Всемирная история» предполагали, что цветная фотография ещё была довольно редким явлением для журналов. (Поэтому сопроводительный текст играл важную роль). В действительности, черно-белый характер фотографии был связан с модой рубежа 1920-х - 1930-х годов, которая отдавала предпочтение монохромной гамме. Снимок в композиционном отношении тщательно продуман, отражая стилистику работ автора, в частности, «художественное ощущение геометрии, объёма, цвета и тени».

## Художественный метод и критика
Некоторые исследователи полагают, что «Ныряльщики» стали символом эпохи «Великого Гэтсби», в уходящие времена, когда «золотая молодёжь» ставила во главе угла «внешнюю красоту и богатство». В действительности, фотография стала знаменитой десятилетия спустя после ее создания и была канонизирована много позже. Возможно, возвращение ее популярности было связано с повторным использованием снимка в 1990-е годы в рекламной кампании Guy Laroche Horizon. Невзирая на то, что фотография может показаться созданной случайно — это далеко не так. В ней всё продумано, «тщательно выверено — от падающих на тело теней, признака яркого солнечного света, до наклона головы и расстояния между моделями». Искусно выстроенное противопоставление моделей, а также стилистика работы свидетельствуют о незаурядном мышлении и оригинальности одной из ключевых фигур в истории модной фотографии. Работы Гойнингена-Гюне 1930-х годов с использованием резкого фокуса изменили облик модных журналов и модной фотографии, сформировав новый изобразительный язык и новый вектор развития художественной системы Так, «Ныряльщики» вызвали распространение более естественных модных фотографий, связанных с использованием фокусного кадра.

## Ссылка
- Фотографии Гойнингена-Гюне на сайте галереи Staley-Wise (англ.). Staley-Wise Gallery.